# Wyspa Jaskółcza

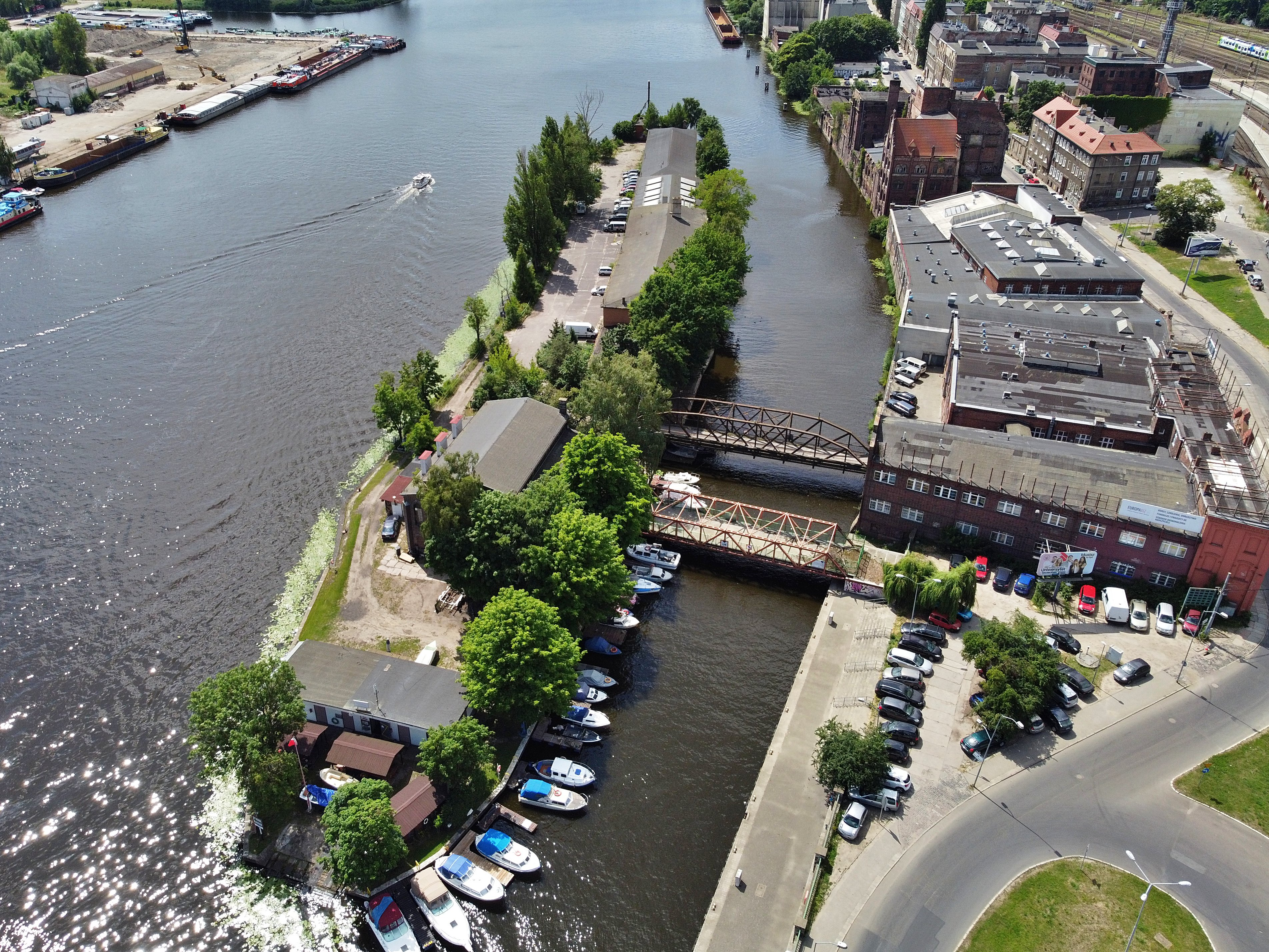
Wyspa Jaskółcza (widok od strony północnej)

Wyspa Jaskółcza (do 1945 niem. Rahminsel) – niewielka wyspa o wrzecionowatym kształcie na Odrze Zachodniej w Szczecinie; zajmuje około 9230 m² powierzchni – ma około 264 m długości i szerokość zmienną wahającą się od 32 do 40 m w części centralnej do około 12,5 m na krańcach. 

## Charakterystyka
Znajduje się w okolicy szczecińskiego głównego dworca kolejowego i jest połączona z lewobrzeżnymi dzielnicami miasta znajdującym się w północnej części nitowanym mostem z 1921 roku – jedynym w Szczecinie, który przetrwał II wojnę światową. W 2007 r.  wybudowano drugi most – Most Kablowy zlokalizowany kilkanaście metrów na północ od przedwojennego.
Przez Wyspę Jaskółczą poprowadzono pierwszą, wybudowaną w 1846 r., linię kolejowa łącząca Szczecin z Poznaniem. Od 1869 linia  przebiega już inną trasą, omijając wyspę. Przed II wojną światową na wyspie znajdowały się zabudowania zajezdni tramwajowej wraz z budynkiem, funkcjonującej do chwili obecnej, stacji zasilania tramwajowej trakcji elektrycznej.  